# ガンダムタクティクスオンライン
『ガンダムタクティクスオンライン』は、アニメ『機動戦士ガンダム』を題材にしたWindows専用のネットワーク型対戦ゲーム。略称はGTO。
2008年1月24日にバンダイナムコゲームスにてサービスを開始したが、諸般の事情により2009年1月29日の19:00（JST）をもってサービスを終了した。開発・運営はヴァンガード、ゲームアーツ、ISAO。

## 概要
TVアニメ『機動戦士ガンダム』の舞台である一年戦争を題材にしており、自分なりのさまざまな戦術を基にリアルタイムでオンラインによる対人戦やコンピュータ戦を行うことができる対戦型ネットワーク戦術ゲームで『ガンダムネットワークオペレーション2』の続編とされている。
前作とは異なり、ターン制ではない戦闘が複数のモビルスーツによって行われ、一年戦争の世界を体感できるようになった。

## ゲーム内容
手持ちのカードを組み合わせ、小隊を編成する。ゲームをプレイすることで得られる戦功によって階級が決まり、階級毎に小隊を組む際に必要なコスト上限が定められている。
実態の対戦は「任務」「対CPU戦」「対ユーザ戦」に分けられている。対戦時には任意のタイミングで「戦術カード」「ユニットスキル」を使用し戦術を組み立てていく。
なお、これらのカードは月に1度配布されるゲーム内通貨であるチケットを消費して交換する（チケットは別途追加購入する事も可能）。交換する際には欲しいカードのジャンルを選ぶことができるが、入手できるカードは選択したパック内でのランダムな3枚である。

### 任務
5回程度のCPU戦をクリアしていく。CPU戦は難易度：「低」から「高」まであり、全てをクリアすることにより、レアリティの高いカードを入手することができる。

### 対戦
「最前線」「前線」「後方」の3つがあり、「最前線」は敵陣営ユーザとの対戦、「前線」は敵陣営ユーザと対戦をするが、一定時間内にマッチングが出来なかった場合はCPU戦となる。「後方」はCPU戦のみとなっている。
戦闘終了後に「撃破数」「生存時間」「命中率」「回避率」「与ダメージ」「被ダメージ」によってスコアが計算され、その平均値（計算式は不明）によってランキングが決定される。

### パイロット
大きく分けてゲームオリジナルのキャラクターと、アニメ登場キャラクターの2種類がある。
どちらも自部隊のパイロットとして利用できる。後者の方は能力値や固有スキルが良いが、レアリティや使用コストが高い傾向にある。

### ユニット
ゲームの進行状況や、MS開発の投票結果によって追加されていく。
同じユニットでもレアリティの違いにより性能が異なる。